# Heterodermia linearis
Heterodermia linearis är en lavart som beskrevs av Roland Moberg & T. H. Nash. Heterodermia linearis ingår i släktet Heterodermia och familjen Physciaceae.   Inga underarter finns listade i Catalogue of Life.